# Кролики и удавы
«Кролики и удавы» — сатирическое произведение, «повесть-притча», современная проза, социально-философская фантастика, фантастическая сказка Фазиля Искандера.

## Сюжет
В фантастической сказке Искандера удавы и кролики — при полной, вроде бы, своей противоположности — составляют единое целое. Возникает особый симбиоз. Особый вид уродливого сообщества. «Потому что кролик, переработанный удавом, — как размышляет Великий Питон, — превращается в удава. Значит, удавы — это кролики на высшей стадии своего развития. Иначе говоря, мы — это бывшие они, а они — это будущие мы».